# Катовице-Подлесе
Катовице-Подлесе (пол. Katowice Podlesie) — остановочный пункт в городе Катовице (расположен в дзельнице Подлесе), в Силезском воеводстве Польши. Имеет 2 платформы и 2 пути.
Остановочный пункт на железнодорожной линии Катовице — Звардонь, построен в 1927 году. Нынешнее название носит с 1979 года.